# Sussex Police

Area di responsabilità sulla mappa della Sussex Police

La Sussex Police ("Polizia del Sussex") è la forza di polizia territoriale inglese responsabile dell'East Sussex e del West Sussex, inclusa la United Brighton and Hove Authority.
In origine c'erano forze di polizia separate nelle due contee. Queste sono state temporaneamente fuse durante la seconda guerra mondiale, un programma che è durato dal 1943 al 1947. Nel 1967 sono state fuse in modo permanente, con effetto dal 1º gennaio 1968.
L'area di polizia è divisa in sei divisioni, che a loro volta sono suddivise in distretti.
L'autorità di controllo della forza è la Sussex Police Authority, che ha diciassette membri. Nove sono consiglieri eletti dalle contee e dall'autorità unitaria, tre sono giudici di pace e cinque sono membri indipendenti.
In una proposta per una nuova struttura per la polizia britannica, il 20 marzo 2006 è stato raccomandato di fondere la Sussex Police con la Surrey Police. I piani sono stati annunciati nel luglio 2006.

## Chief constable
Brighton Constabulary
- Henry Solomon nominato il 18 maggio 1838 (ucciso nel 1844 da un prigioniero)
- Thomas Hayter Chase nominato il 22 maggio 1844
- George White nominato il 21 dicembre 1853
- Owen Crowhurst nominato il 7 dicembre 1876
- Isaiah Barnden nominato il 8 agosto 1877
- James Terry nominato il 6 aprile 1881
- Thomas Carter nominato il 27 gennaio 1894
- Sir William Gentle nominato il 26 settembre 1901
- Charles Griffin nominato il 5 giugno 1920
- William James Hutchinson nominato il 1º dicembre 1933
- Charles Field Williams Ridge nominato il 1º luglio 1956
- Albert Edgar Rowsell nominato il 28 ottobre 1957
- William Thomas Cavey nominato l'8 ottobre 1963
- Brighton si è amalgamata con la East Sussex Constabulary, la West Sussex Constabulary, la Hastings and Eastbourne Constabularies per formare la Sussex Constabulary nel 1968

Sussex Constabulary
- 1968–1972: Thomas Christopher Williams[1] (morto il 9 settembre 1972)
- 1973–1983: George Terry
- 1983–1993: Roger Birch
- 1993–2001: Paul Chapple Whitehouse[2]
- 2001–2006: Kenneth Lloyd Jones
- 2006–2007: Joseph Edwards[3]
- 2008–2014: Martin Richards
- 2014–2020: Giles York
- 2020–: Jo Shiner

## Sussex Police Museum
Il Sussex Police Museum si trova a Brighton e, a differenza di molti altri musei della polizia, è aperto al pubblico. È stato inaugurato il 4 maggio 2005 e ha una vasta collezione di cimeli legati alla polizia della zona. Il museo si trova nella vecchia stazione di polizia di Brighton, sotto il municipio.